# کودینو
کودینو (به لاتین: Kodino) یک منطقهٔ مسکونی در روسیه است که در استان آرخانگلسک واقع شده‌است.